# دایان پیلکینگتون
دایان پیلکینگتون (انگلیسی: Dianne Pilkington؛ زادهٔ ۷ ژوئن ۱۹۷۵) یک هنرپیشه، و خواننده است.